# رودي كومستوك
رودي كومستوك (بالإنجليزية: Rudy Comstock)‏ هو لاعب كرة قدم أمريكية أمريكي، ولد في 23 سبتمبر 1900 في أوكلاهوما في الولايات المتحدة، وتوفي في 1 نوفمبر 1975 في بن يان في الولايات المتحدة.

## وصلات خارجية
- رودي كومستوك على موقع مرجع كرة القدم المحترفة.كوم (الإنجليزية)